# James Crichton
Pour les articles homonymes, voir Crichton.
James Crichton, l’Admirable Crichton, né en 1560 et mort le 2 juillet 1582, est un gentilhomme écossais, né dans le comté de Perth, d'une famille alliée à celle des Stuarts.

## Biographie
Il excelle dans tous les exercices de l'esprit et du corps, ce qui le fait surnommer l'Admirable. Il vient à Paris à 20 ans et tient au collège de Navarre une séance publique où il répond à quiconque veut disputer avec lui, en vers ou en prose, en 12 langues différentes (hébreu, arabe, grec, latin, espagnol, français, etc.), sur quelque science que ce soit. Le lendemain il parait dans un tournoi qui se donne au Louvre, et y emporte la bague quinze fois de suite. Il visite l'Italie et réside à Mantoue, où il devient gouverneur de Vincent de Gonzague; celui-ci le tue, dit-on, par méprise, d'un coup d'épée, un jour de carnaval (1582). 

## Publications
- Judicium de philosophia ;
- Refutatio malhematica ;
- Errores Aristotelis ;
- Controversia oratoria ;
- Arma an Utterx prœstent ;
- quelques vers latins.

## Source
Cet article comprend des extraits du Dictionnaire Bouillet. Il est possible de supprimer cette indication, si le texte reflète le savoir actuel sur ce thème, si les sources sont citées, s'il satisfait aux exigences linguistiques actuelles et s'il ne contient pas de propos qui vont à l'encontre des règles de neutralité de Wikipédia.